# Caldarola
Caldarola là một đô thị ở tỉnh Macerata ở vùng Marche, có vị trí cách khoảng 60 km về phía tây nam của Ancona và khoảng 25 km về phía tây nam của Macerata. Tại thời điểm ngày 31 tháng 12 năm 2004, đô thị này có dân số 1.789 người và diện tích là 29,1 km².
Đô thị Caldarola có các frazioni (các đơn vị trực thuộc, chủ yếu là các làng) Croce, Vestignano, Pievefavera, Valcimarra, và Piandebussi.
Caldarola giáp các đô thị: Belforte del Chienti, Camerino, Camporotondo di Fiastrone, Cessapalombo, Pievebovigliana, Serrapetrona.